# Z-buffer

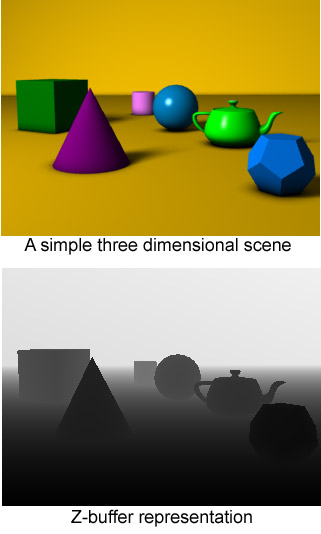
L'immagine complessiva e la sua rappresentazione nello z-buffer, in cui sono memorizzate solo le distanze

Nella grafica computerizzata tridimensionale, lo z-buffering è una tecnica di gestione della coordinata corrispondente alla profondità di un oggetto a livello di singolo pixel, ovvero della massima risoluzione possibile. Solitamente viene realizzata dall'hardware, ovvero dalla scheda grafica, che deve essere dotata di un'apposita area di memoria detta z-buffer; tuttavia, può avere all'occorrenza anche un'implementazione totalmente software.
Lo z-buffering è una delle strategie possibili per risolvere il problema della visibilità nel rendering tridimensionale, ovvero per stabilire quali parti degli oggetti sulla scena siano visibili e quali siano invece nascoste da altri elementi in primo piano. Nonostante sia una tecnica piuttosto semplice (e lenta), è tuttavia sfruttata nella maggior parte dei motori grafici 3D commerciali.
Stabilire per tempo quali oggetti siano da visualizzare (temporal coherence) può incrementare notevolmente le prestazioni in quanto ciò consente di ottenere una maggiore efficienza evitando operazioni di rendering inutili. Alcune tecniche (come il tile based rendering) cercano di anticipare lo z-buffering nella pipeline 3D in modo da ottenere una maggiore efficienza. Altre tecniche riguardano l'occlusion culling. Sono stati proposti algoritmi che sfruttano uno z-buffer gerarchico per velocizzare le operazioni di occlusion culling.
Un'altra tecnica molto usata, per quanto meno efficiente, è l'algoritmo del pittore.

## Descrizione
Quando un oggetto viene renderizzato da una scheda grafica 3D, la profondità dei pixel che lo rappresentano (la "coordinata z") viene memorizzata nello z-buffer. Questo buffer è solitamente strutturato come una matrice bidimensionale, con un elemento per ogni pixel dello schermo. Se un altro oggetto deve essere visualizzato nello stesso punto, la scheda grafica confronta le profondità dei due oggetti sovrapposti; se il nuovo oggetto è più vicino all'osservatore, i valori corrispondenti per il pixel sostituiscono quelli precedenti, e la cella corrispondente dello z-buffer viene anch'essa aggiornata con la nuova profondità.
La granularità dello z-buffer influisce fortemente sulla qualità dell'immagine; uno z-buffer a 8 o 16 bit può creare sgradevoli artefatti (detti informalmente "lotta per lo z-buffer") nel caso di due oggetti molto vicini. Questi artefatti diminuiscono se si portano i bit dello z-buffer a 24 o 32 bit.
Inoltre, la precisione nella memorizzazione delle distanze in uno z-buffer non è costante rispetto al valore assoluto di tali distanze. In altre parole, lo z-buffer distingue molto meglio oggetti vicini che oggetti lontani. Sebbene questa sia una scelta voluta nella progettazione delle schede grafiche (essendo in generale preferibile), in alcuni contesti può portare alla comparsa di artefatti visibili nel rendering di oggetti molto lontani (come in certi programmi di simulazione di volo). Una variante dello z-buffering che mantiene una precisione più costante rispetto alla distanza viene chiamata w-buffering.
All'inizio di una nuova scena, lo z-buffer viene azzerato, generalmente assegnando il valore 1,0 a ogni cella. Poiché la profondità viene memorizzata come un valore in virgola mobile compreso fra 0 e 1, 1,0 rappresenta la profondità degli oggetti assolutamente più lontani.
L'invenzione dello z-buffer viene generalmente attribuita a Edwin Catmull, sebbene Wolfgang Straßer avesse descritto un'idea simile nella sua tesi di dottorato, nel 1974.

## Z-buffering nelle schede video moderne
Nelle schede grafiche più moderne, lo z-buffer usa una porzione significativa della larghezza di banda disponibile per l'accesso alla memoria. Molte tecniche sono state proposte per ridurre l'impatto dello z-buffering sull'uso delle risorse della scheda; per esempio il tile based rendering e tecniche di compressione senza perdita di informazione.